# Universitätsbibliothek Erfurt
Die Universitätsbibliothek Erfurt ist die wissenschaftliche Bibliothek der Universität Erfurt im Freistaat Thüringen. Von 1999 bis 2018 war sie mit der Forschungsbibliothek Gotha als Universitäts- und Forschungsbibliothek Erfurt/Gotha vereinigt. Seit März 2018 ist sie eine eigenständige zentrale Einrichtung der Universität, steht jedoch weiterhin in enger Kooperation mit der Forschungsbibliothek. Sie dient hauptsächlich der Forschung, Lehre und Studium der Universität Erfurt sowie der wissenschaftlichen Arbeit und der Weiterbildung. Die Universitätsbibliothek Erfurt ist auf dem Campus der Universität untergebracht.

## Geschichte
Der Aufbau der Universitätsbibliothek Erfurt begann im Zuge der Wiedergründung der Universität Erfurt Ende 1993, der Ausleihbetrieb wurde ab 1998 auf dem Campus der Universität aufgenommen. Schon 1997 wurde für die Bibliothek eine Kooperation mit der Pädagogischen Hochschule Erfurt aufgezogen, deren Bibliothek im Jahr 2000 in die Universitätsbibliothek integriert wurde. Ebenfalls 2000 wurde einen Neubau mit einer Kapazität von 1,15 Mio. Bänden (Architekten: Koch + Partner, München) auf dem Campus der Universität im Norden Erfurts bezogen. 2002 wurden die Bestände des Philosophisch-Theologischen Studiums Erfurt (heute Theologische Fakultät) sowie die Bestände der Bibliotheca Amploniana in die Universitätsbibliothek integriert.
Mit der Neufassung des Thüringer Hochschulgesetzes wurden die Forschungsbibliothek Gotha und Universitätsbibliothek Erfurt 1999 zur Universitäts- und Forschungsbibliothek Erfurt/Gotha zusammengelegt. Als Folge einer Evaluierung durch den Wissenschaftsrat 2014/15 wurden beide Bibliotheken 2018 wieder selbständige wissenschaftliche Einrichtungen, blieben aber beide Teil der Universität Erfurt. Die Organisation der Forschungsbibliothek und die Zusammenarbeit mit der Universitätsbibliothek regelt eine Satzung.

## Bestand

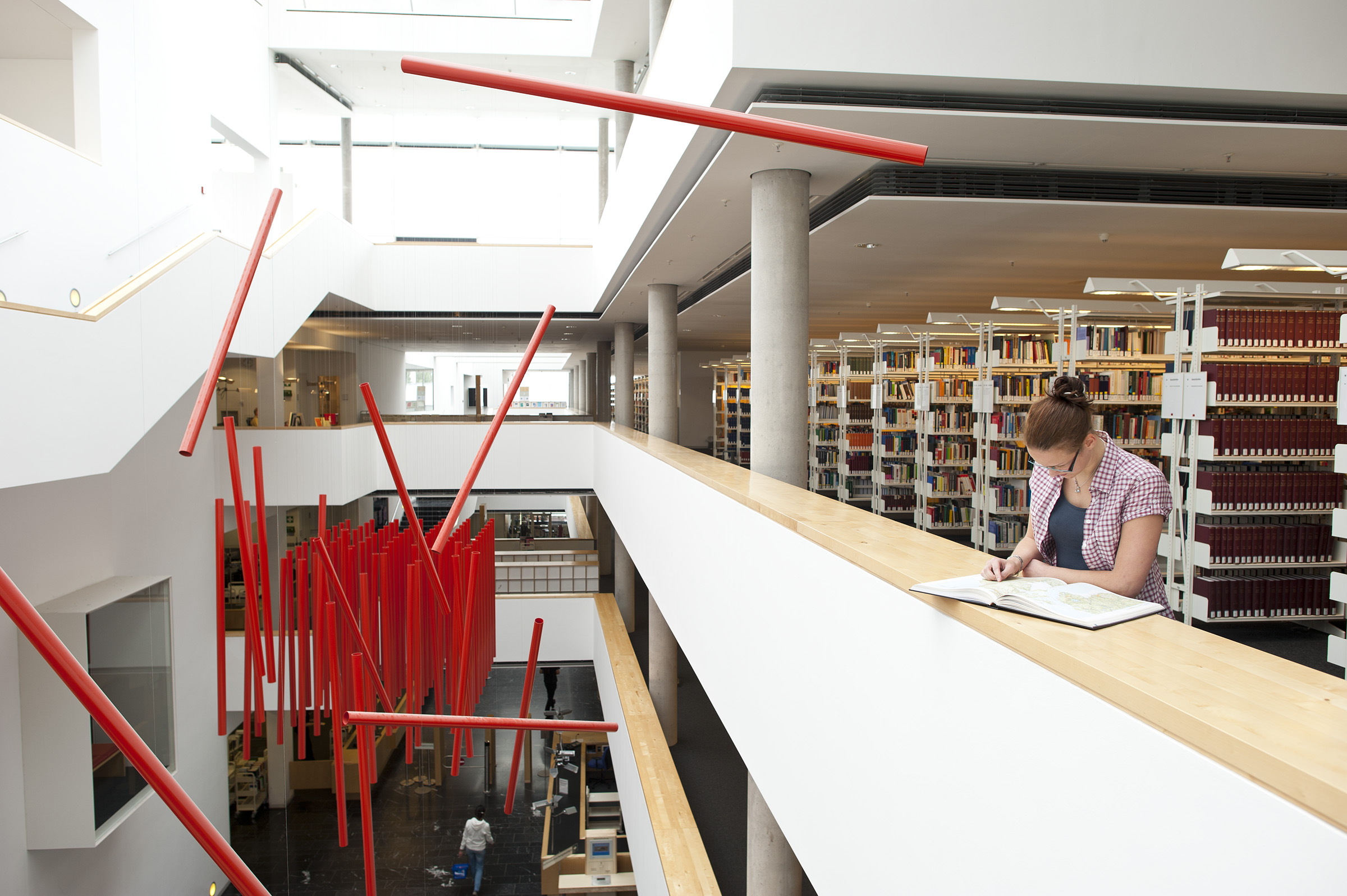
Innenansicht der Universitätsbibliothek der Universität Erfurt

Das heutige Medienangebot geht wesentlich auf die Förderung durch Investitionsmittel nach dem Hochschulbauförderungsgesetz (1997–2008) sowie die Integration der Bibliotheken mehrerer ehemaliger Einrichtungen, so der Kirchlichen Hochschule Naumburg als Dauerleihgabe der Evangelischen Kirchenprovinz Sachsen seit 1995, der Pädagogischen Hochschule Erfurt/Mühlhausen seit 1997 und des Philosophisch-Theologischen Studiums Erfurt seit 2002, zurück. Außerdem enthält sie den erhaltenen Bestand der Bibliothek der alten Erfurter Universität (1392–1816), darunter die Bibliotheca Amploniana als die größte noch vollständig erhaltene Handschriftensammlung eines spätmittelalterlichen Gelehrten weltweit. Die Bibliothek bietet ihre Medien überwiegend in Freihandaufstellung an. Sie ist aktives Mitglied der Regensburger Verbundklassifikation.